# Comandament universal
Un comandament universal és un dispositiu que és capaç de controlar diferents elements (com equips audiovisuals, aires condicionats o sistemes de robòtica) d'un o diversos fabricants diferents, mitjançant codis IR (infraroigs), o bé perquè té emmagatzemats aquests codis de control en una base de dades interna, o bé perquè és capaç d'aprendre els codis IR del comandament original de l'element a controlar o bé per una combinació d'ambdues coses.
Molts d'aquests aparells estan limitats pel nombre total de dispositius que poden controlar o pel nombre màxim d'ordres que emmagatzemen, encara que alguns tenen bases de dades amb milers de configuracions.

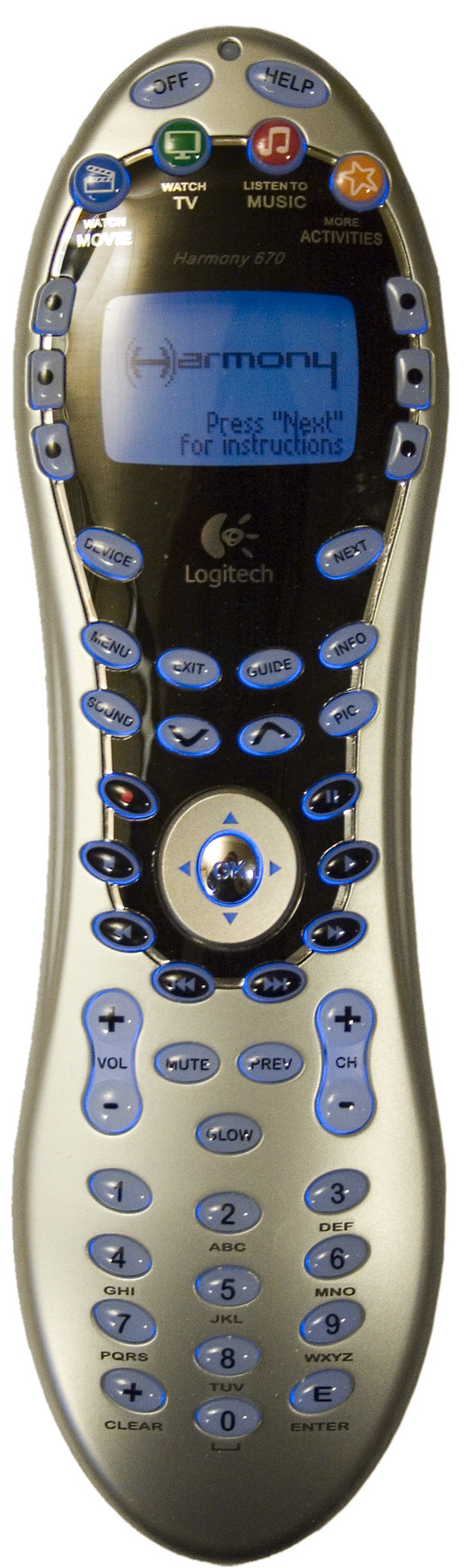
Harmony 670, un comandament universal.

## Tipus
Els anys 80 van sortir al mercat uns comandaments amb una quantitat limitada de botons que podien aprendre els controls d'un comandament existent. Evidentment hi havia un problema quan no es tenia el comandament original.
Per a solucionar-ho van sortir al mercat uns comandaments que es poden dividir en tres grans grups: 
- Els que s'assemblen a un comandament normal però amb molts botons i tenen pre-programats un gran nombre de comandaments.
- Els que estan compostos per una pantalla tàctil en què es representen els botons dels diferents dispositius que controlen mitjançant un menú de selecció previ. D'aquests la majoria es poden connectar a un ordinador (connectat a Internet o no) per a configurar-los a partir d'una base de dades de comandaments, però també poden aprendre nous controls.
- Els que són un híbrid del primer i segon grup, és a dir tenen tecles, una pantalla de menús no tàctil, interfície USB i també poden aprendre nous controls. Es podrien considerar uns successors més versàtils dels dels 80.

La problemàtica dels primers (els que no són capaços d'aprendre) sorgeix quan apareixen nous dispositius en el mercat i no es troba a la base de dades interna, en aquests casos no és possible actualitzar els controls, encara que sempre es pot intentar usar-ne d'un altre aparell del mateix fabricant (hi solen haver famílies compatibles dins d'un mateix fabricant)
En els del segon i tercer grups que disposen d'una pantalla de cristall líquid configurable (tàctil o no), que permeten entre altres coses fer macros múltiples, la dificultat pot raure al costat de l'usuari final, al tenir què utilitzar un programari de configuració amb massa possibilitats i que pot no ser prou entenedor perquè en faci ús un usuari "no especialitzat". (Una macro típica seria -amb una sola tecla-, engegar el televisor, posar l'entrada AV2, engegar el DVD i prémer reproducció)